# 舞木廃寺跡

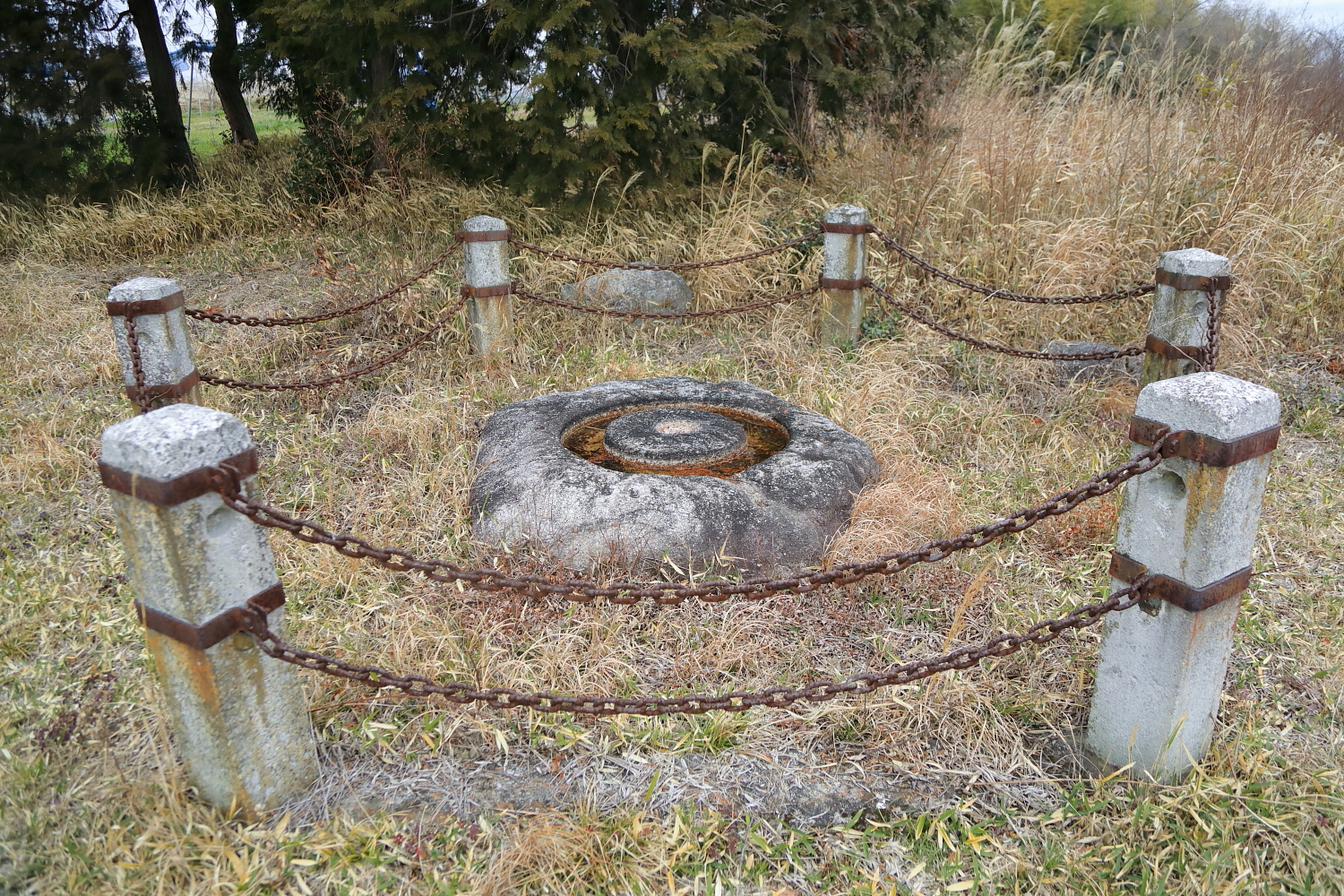
舞木廃寺塔跡

舞木廃寺跡（まいきはいじあと）は、愛知県豊田市舞木町丸根にある奈良時代の古代寺院跡。舞木廃寺塔跡が、1929年（昭和4年）に国の史跡に指定された。

## 概要
舞木廃寺は、7世紀の後半に造られ平安時代まで存続した古代寺院と考えられ、猿投山麓の丘陵地に位置し、地名からこの名で呼ばれるが、寺院の正式名称は不明である。奈良時代の瓦や須恵器などの遺物が多数出土しているが、本格的な発掘調査は行われていない。単弁六弁蓮華文の瓦は、岡崎市にある北野廃寺のものと同笵関係にあるとされる。
寺院の伽藍配置は不明だが、現存するのは花崗岩製の塔心礎のみで、直径1.6メートル、中央に直径15センチほどのほぼ円形の舎利孔が穿たれている。この心礎を囲むように3個の礎石が残されている。この時期の塔礎が良好な状態で残存している例は極めて少なく、貴重な遺構である。塔跡以外の遺構は都市化の影響で著しく破壊されており、2002年に豊田市教育委員会が実施したトレンチ調査でも有意な発見はなかった。現在、遺構は埋め戻されており、地上に目立った遺構は見られない。

## アクセス
最寄りの交通機関は、名鉄三河線豊田市駅からとよたおいでんバス舞木バス停で下車、徒歩10分。